# Кошнай

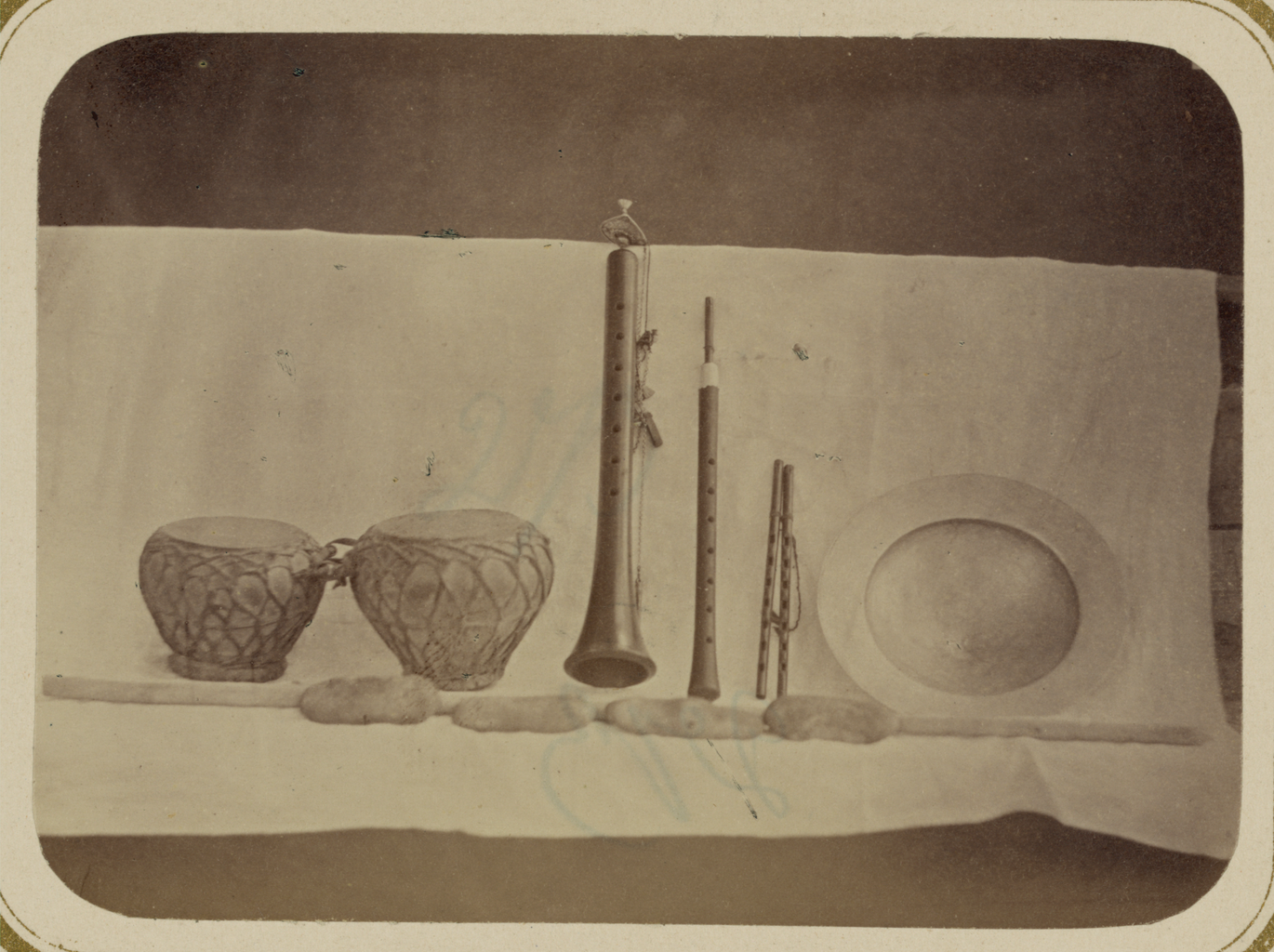
Эта фотография входит в часть Туркестанского альбома. Хушнай на ней — предпоследний

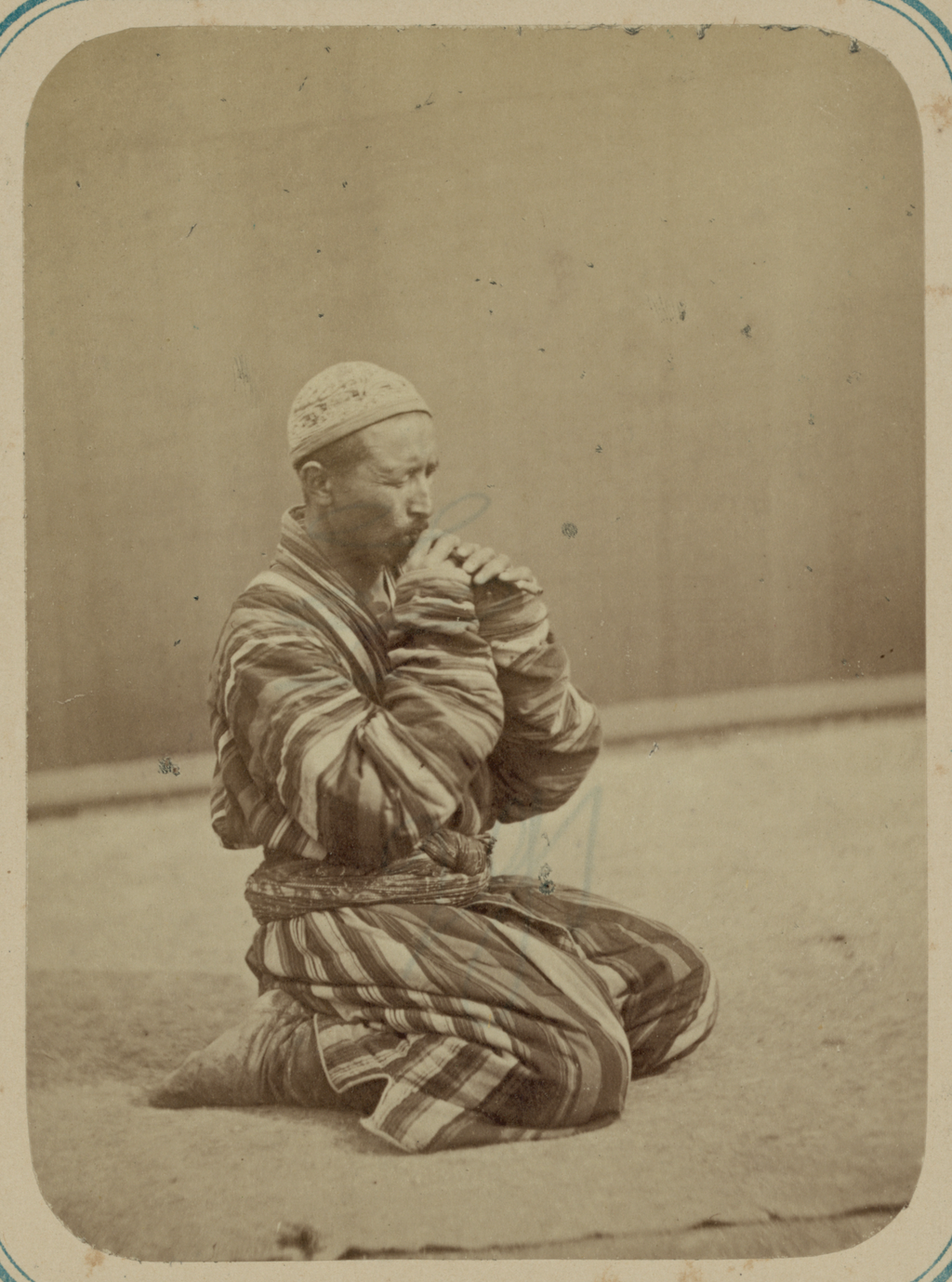
Музыкант из русского Туркестана, ок. 1872 г., играет на кошнае.

Кошнай, Кушнай (от узбекск. қўш—парный добавочный, най — свирель) — узбекский музыкальный инструмент. Состоит из двух тростниковых дудочек (длиной около 30 см), каждая с язычком и 7 пальцевыми отверстиями. Звукоряд — диатонический, в пределах октавы. Используется как сольный музыкальный инструмент и входит в состав оркестра народных инструментов.